# Winterzeshoek

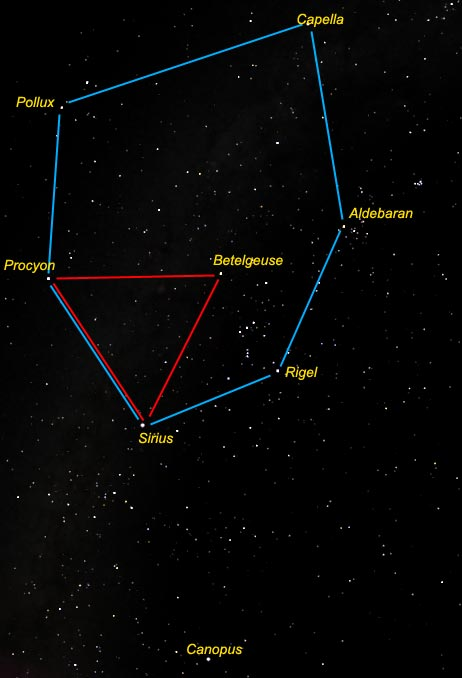
De winterzeshoek (blauw) en de winterdriehoek (rood)

Het asterisme de Winterzeshoek is op het noordelijk halfrond enkel gedurende de winter in zijn geheel te zien. Het bestaat uit zes heldere sterren, die bij elkaar een zeshoek vormen. Deze sterren zijn:
- Aldebaran in het sterrenbeeld Stier (alpha Tauri)
- Rigel in het sterrenbeeld Orion (beta Orionis)
- Sirius in het sterrenbeeld Grote Hond  (alpha Canis Majoris)
- Procyon in het sterrenbeeld Kleine Hond (alpha Canis Minoris)
- Pollux in het sterrenbeeld Tweelingen (beta Geminorum)
- Capella in het sterrenbeeld Voerman (alpha Aurigae)

In plaats van Pollux wordt ook wel de nabijgelegen ster Castor genoemd. De zeshoek is dan  iets regelmatiger van vorm, maar Pollux is helderder.